# Liga ACB 2006-2007
La Liga ACB 2006-2007 è stata la 51ª edizione del massimo campionato spagnolo di pallacanestro maschile.
Il torneo si compone di diciotto formazioni, che si affrontano in un unico girone all'italiana con partite di andata e ritorno. Le prime otto si qualificano per i play-off per il titolo nazionale, disputati al meglio delle cinque gare con la prima e la terza e la quinta in casa della meglio classificata al termine della stagione regolare. Le ultime due retrocedono in Liga LEB.
Il Real Madrid CF, secondo al termine della stagione regolare, vince il suo trentesimo titolo nazionale in finale dei play-off sul TAU Cerámica, primo dopo le trentaquattro giornate.

## Risultati

### Stagione regolare
|     | Squadra                  | G  | V  | P  | PF    | PS    | Pt. | Qualificazione    |
| --- | ------------------------ | -- | -- | -- | ----- | ----- | --- | ----------------- |
| 1.  | TAU Cerámica             | 34 | 26 | 8  | 2.858 | 2.547 | 60  | playoffs          |
| 2.  | Real Madrid CF           | 34 | 25 | 9  | 2.836 | 2.532 | 59  | playoffs          |
| 3.  | DKV Joventut Badalona    | 34 | 23 | 11 | 2.736 | 2.575 | 57  | playoffs          |
| 4.  | Winterthur FC Barcelona  | 34 | 23 | 11 | 2.656 | 2.434 | 57  | playoffs          |
| 5.  | Akasvayu Girona          | 34 | 21 | 13 | 2.739 | 2.638 | 55  | playoffs          |
| 6.  | Gran Canaria Grupo Dunas | 34 | 21 | 13 | 2.648 | 2.591 | 55  | playoffs          |
| 7.  | Pamesa Valencia          | 34 | 19 | 15 | 2.573 | 2.553 | 53  | playoffs          |
| 8.  | Unicaja Málaga           | 34 | 17 | 17 | 2.578 | 2.438 | 51  | playoffs          |
| 9.  | MMT Estudiantes          | 34 | 16 | 18 | 2.635 | 2.744 | 50  |                   |
| 10. | Lagun Aro Bilbao         | 34 | 15 | 19 | 2.516 | 2.610 | 49  |                   |
| 11. | CB Granada               | 34 | 15 | 19 | 2.648 | 2.726 | 49  |                   |
| 12. | Alta Gestión Fuenlabrada | 34 | 14 | 20 | 2.508 | 2.583 | 48  |                   |
| 13. | Caja San Fernando        | 34 | 14 | 20 | 2.629 | 2.804 | 48  |                   |
| 14. | Polaris World Murcia     | 34 | 13 | 21 | 2.506 | 2.620 | 47  |                   |
| 15. | ViveMenorca              | 34 | 12 | 22 | 2.542 | 2.705 | 46  |                   |
| 16. | Grupo Capitol Valladolid | 34 | 12 | 22 | 2.555 | 2.678 | 46  |                   |
| 17. | Etosa Alicante           | 34 | 12 | 22 | 2.469 | 2.678 | 46  | retrocesse in LEB |
| 18. | Bruesa Gipuzkoa          | 34 | 8  | 26 | 2.477 | 2.653 | 42  | retrocesse in LEB |

## Playoff
|  | Quarti di finale | Quarti di finale | Quarti di finale  |             |                   | Semifinali     | Semifinali | Semifinali |  |  | Finali | Finali     | Finali |
|  |                  |                  |                   |             |                   |                |            |            |  |  |        |            |        |
|  | 1.               | Saski Baskonia   | 3                 |             |                   |                |            |            |  |  |        |            |        |
|  | 8.               | Málaga           | 0                 |             |                   |                |            |            |  |  |        |            |        |
|  | 8.               | Málaga           | 0                 |             | 1.                | Saski Baskonia | 2          |            |  |  |        |            |        |
|  |                  |                  |                   |             | 1.                | Saski Baskonia | 2          |            |  |  |        |            |        |
|  |                  | 4.               | Barcellona        | 3           |                   |                |            |            |  |  |        |            |        |
|  | 4.               | 4.               | Barcellona        | 3           | Barcellona        | 3              |            |            |  |  |        |            |        |
|  | 4.               |                  |                   |             | Barcellona        | 3              |            |            |  |  |        |            |        |
|  | 5.               | Girona           | 1                 |             |                   |                |            |            |  |  |        |            |        |
|  |                  |                  |                   |             |                   |                |            |            |  |  | 4.     | Barcellona | 1      |
|  |                  |                  | 2.                | Real Madrid | 3                 |                |            |            |  |  |        |            |        |
|  | 2.               | Real Madrid      | 3                 |             |                   |                |            |            |  |  |        |            |        |
|  | 7.               | Valencia         | 1                 |             |                   |                |            |            |  |  |        |            |        |
|  | 7.               | Valencia         | 1                 |             | 2.                | Real Madrid    | 3          |            |  |  |        |            |        |
|  |                  |                  |                   |             | 2.                | Real Madrid    | 3          |            |  |  |        |            |        |
|  |                  | 3.               | Joventut Badalona | 2           |                   |                |            |            |  |  |        |            |        |
|  | 3.               | 3.               | Joventut Badalona | 2           | Joventut Badalona | 3              |            |            |  |  |        |            |        |
|  | 3.               |                  |                   |             | Joventut Badalona | 3              |            |            |  |  |        |            |        |
|  | 6.               | Gran Canaria     | 2                 |             |                   |                |            |            |  |  |        |            |        |

## Formazione vincitrice
| N° | Naz.                            | Ruolo | Sportivo                  |  | Alt. |  |
| -- | ------------------------------- | ----- | ------------------------- |  | ---- |  |
| 4  | Stati Uniti (bandiera)          | AG    | Venson Hamilton           |  | 205  |  |
| 5  | Spagna (bandiera)               | AC    | Pablo Aguilar             |  | 205  |  |
| 5  | Spagna (bandiera)               | P     | Richard Nguema            |  | 192  |  |
| 6  | Francia (bandiera)              | AC    | Jérôme Moïso              |  | 208  |  |
| 6  | Spagna (bandiera)               | A     | David Tomás Marina        |  |      |  |
| 7  | Stati Uniti (bandiera)          | G     | Charles Smith             |  | 193  |  |
| 8  | Montenegro (bandiera)           | C     | Blagota Sekulić           |  | 208  |  |
| 9  | Spagna (bandiera)               | C     | Felipe Reyes              |  | 206  |  |
| 12 | Bosnia ed Erzegovina (bandiera) | C     | Ratko Varda               |  | 216  |  |
| 15 | Spagna (bandiera)               | AP    | Álex Mumbrú               |  | 202  |  |
| 16 | Spagna (bandiera)               | C     | Eduardo Hernández-Sonseca |  | 212  |  |
| 17 | Belgio (bandiera)               | A     | Axel Hervelle             |  | 205  |  |
| 19 | Turchia (bandiera)              | P     | Kerem Tunçeri             |  | 190  |  |
| 21 | Bosnia ed Erzegovina (bandiera) | C     | Nedžad Sinanović          |  | 221  |  |
| 22 | Stati Uniti (bandiera)          | G     | Louis Bullock             |  | 185  |  |
| 24 | Spagna (bandiera)               | P     | Raül López                |  | 182  |  |
| 23 | Spagna (bandiera)               | P     | Sergio Llull              |  | 190  |  |
| 33 | Croazia (bandiera)              | G     | Marko Tomas               |  | 196  |  |
|    | Spagna (bandiera)               | All.  | Joan Plaza                |  |      |  |

## Premi e riconoscimenti
- Liga ACB MVP:  Luis Scola, TAU Cerámica
- Liga ACB MVP finali:  Felipe Reyes, Real Madrid
- Giocatore rivelazione:  Ricky Rubio, DKV Joventut
- Quintetto ideale:
  -  Pablo Prigioni, TAU Cerámica
  -  Juan Carlos Navarro, Winterthur FC Barcelona
  -  Rudy Fernández, DKV Joventut
  -  Felipe Reyes, Real Madrid
  -  Luis Scola, TAU Cerámica